# Феодосий (епископ Рязанский)
Епископ Феодосий (ум. 1481) — епископ Русской церкви, епископ Рязанский и Муромский.

## Биография
С 1462 по 1471 годы был архимандритом Московского Чудова монастыря.
8 декабря (по другим сведениям — 2 декабря) 1471 года хиротонисан во епископа Рязанского и Муромского. Хиротонию возглавил митрополит Московский Филипп.
15 декабря 1471 года в Москве принимал участие в хиротонии архиепископа Новгородского Феофила.
1 июля 1472 года он принимал участие в перенесении мощей святителя митрополита Петра в новый Успенский собор, построенный на месте обветшавшего.
С апреля по июнь 1473 года присутствовал на соборе, избравшем митрополита Геронтия, и участвовал в его хиротонии.
В последние годы епископства Феодосий дал митрополиту Геронтию и всему освященному собору «повольную» грамоту, в которой обязывался исполнять все распоряжения митрополита и собора, принятые без его (епископа) участия.
В 1481 году, по-видимому, испросил себе увольнение от управления епархией по болезни, так как в августе этого года был хиротонисан преемник ему Симеон.
Скончался в том же году, Похоронен в Архангельском соборе Рязанского кремля.